# Сікстен Юганссон
Сікстен Йоханссон (25 січня 1910 — 13 жовтня 1991) — шведський стрибун з трампліна. Він брав участь в індивідуальних змаганнях на Зимових Олімпійських іграх 1936 року.